# Villognon
Villognon est une commune du Sud-Ouest de la France, située dans le département de la Charente (région Nouvelle-Aquitaine).

## Géographie

### Localisation et accès
Villognon est une commune située à 7 km à l'ouest de Mansle et 24 km au nord d'Angoulême, sur la rive gauche de la Charente et en lisière occidentale de la forêt de la Boixe.
Le bourg de Villognon est aussi à 8 km au nord-ouest de Saint-Amant-de-Boixe, 8 km au sud-est d'Aigre, 16 km au nord-est de Rouillac, 20 km au sud de Ruffec et 38 km au nord-est de Cognac.
À l'écart des grandes voies de circulation, le bourg de Villognon est desservi par la RD 32 qui traverse la commune du nord au sud et longe la Charente entre Luxé et Coulonges. La RD 69 va vers l'est en direction de la RN 10 entre Angoulême et Poitiers par Cellettes au sud de Mansle, moyen le plus rapide pour joindre la préfecture charentaise et qui passe 7 km à l'est du bourg.
La commune est aussi 3 km au sud de la RD 739 entre Mansle et Aigre et 5 km au nord-est de la RD 737 d'Angoulême à Aigre par Montignac et Marcillac-Lanville.
La ligne Paris-Bordeaux traverse la commune du nord au sud et longe la Charente en passant à l'est du bourg, mais la gare la plus proche est celle de Luxé, desservie par des TER à destination d'Angoulême, Poitiers et Bordeaux.
La future LGV Sud Europe Atlantique traversera la commune en 2017.

### Hameaux et lieux-dits
L'habitat se concentre principalement au bourg, mais on peut signaler la Tourette, Chez Durand et les Galeries, hameaux qui jouxtent le bourg au nord, ainsi que les Loges, situé au nord de la commune en limite avec Luxé.

### Communes limitrophes
| Fouqueure | Luxé      |           |
| Ambérac   | Villognon | Cellettes |
| Coulonges | Xambes    | Vervant   |

### Géologie et relief
Villognon est située sur des terrains calcaires qui datent du Jurassique supérieur (Kimméridgien). Il constitue le plateau de la Boixe. Au nord du bourg ainsi que sur les flancs de la vallée de la Charente, on trouve des colluvions sous forme de grèzes datant du Quaternaire. La vallée elle-même est couverte d'alluvions,,.
Le point culminant de la commune est à une altitude de 107 m, situé dans la forêt à l'extrémité orientale. Le point le plus bas est à 50 m, situé le long de la Charente sur la limite ouest. Le bourg, construit au bord du fleuve, est à 60 m d'altitude.

### Hydrographie

#### Réseau hydrographique

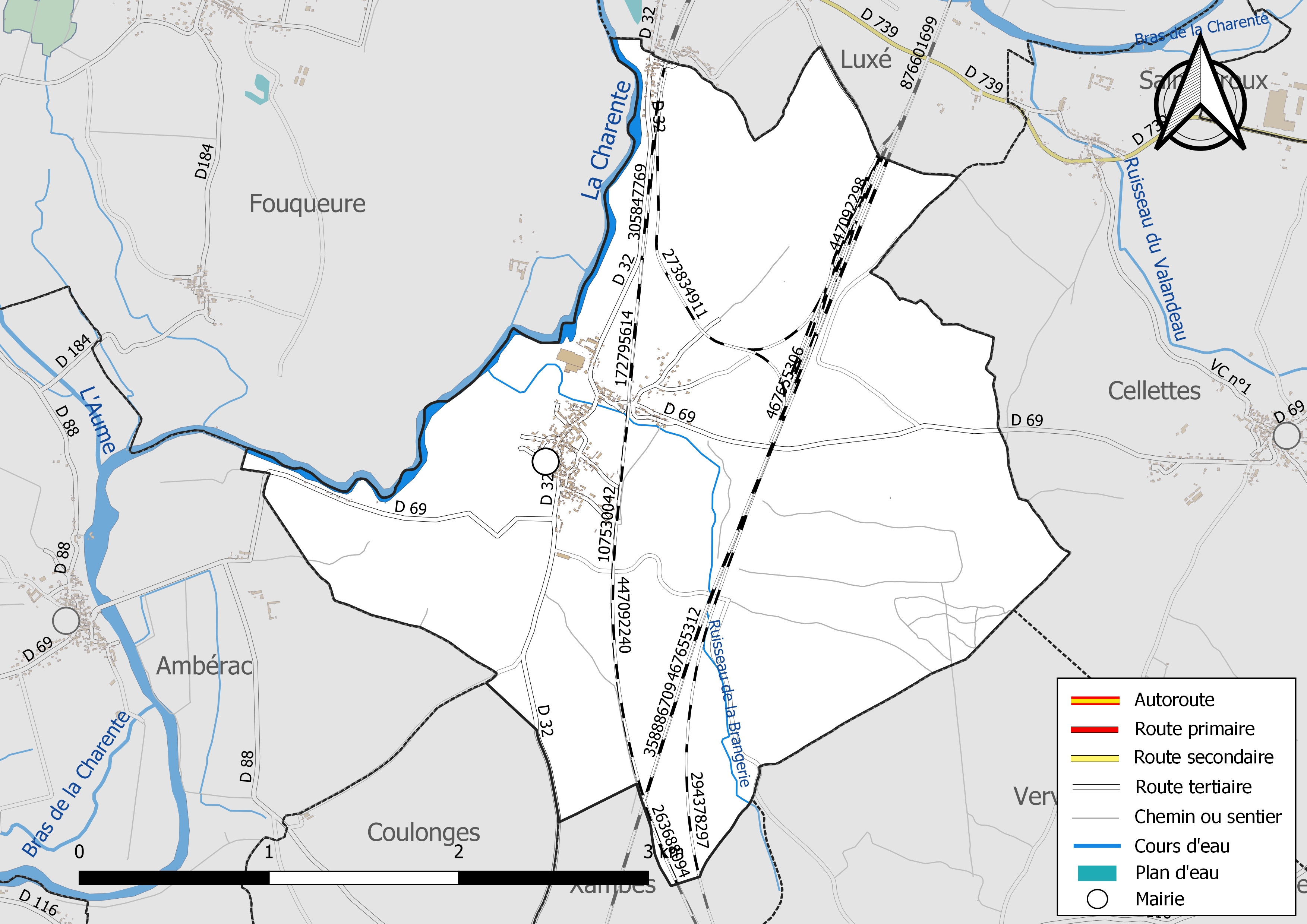
Réseaux hydrographique et routier de Villognon.

La commune est située dans le bassin versant de la Charente au sein du Bassin Adour-Garonne. Elle est drainée par la Charente et le ruisseau de la Brangerie, qui constituent un réseau hydrographique de 4 km de longueur totale,.
La commune est située sur la rive gauche de Charente, qui en arrose l'ouest.
Le ruisseau de la Brangerie, à sec en été, traverse la commune et se jette dans la Charente au pied du bourg. Il y a aussi une fontaine et un lavoir au pied de la mairie dans la vallée de la Charente.

#### Gestion des eaux
Le territoire communal est couvert par le schéma d'aménagement et de gestion des eaux (SAGE) « Charente ». Ce document de planification, dont le territoire correspond au bassin de la Charente, d'une superficie de 9 300 km2, a été approuvé le 19 novembre 2019. La structure porteuse de l'élaboration et de la mise en œuvre est l'établissement public territorial de bassin Charente. Il définit sur son territoire les objectifs généraux d’utilisation, de mise en valeur et de protection quantitative et qualitative des ressources en eau superficielle et souterraine, en respect des objectifs de qualité définis dans le troisième SDAGE  du Bassin Adour-Garonne qui couvre la période 2022-2027, approuvé le 10 mars 2022.

### Climat
Comme dans les trois quarts sud et ouest du département, le climat est océanique aquitain.

## Urbanisme

### Typologie
Au 1er janvier 2024, Villognon est catégorisée commune rurale à habitat dispersé, selon la nouvelle grille communale de densité à 7 niveaux définie par l'Insee en 2022.
Elle est située hors unité urbaine et hors attraction des villes,.

### Occupation des sols
L'occupation des sols de la commune, telle qu'elle ressort de la base de données européenne d’occupation biophysique des sols Corine Land Cover (CLC), est marquée par l'importance des territoires agricoles (71,8 % en 2018), en diminution par rapport à 1990 (77,7 %). La répartition détaillée en 2018 est la suivante : 
terres arables (64,6 %), forêts (13,2 %), zones industrielles ou commerciales et réseaux de communication (7,6 %), zones urbanisées (4,7 %), prairies (3,7 %), zones agricoles hétérogènes (3,4 %), milieux à végétation arbustive et/ou herbacée (2,7 %). L'évolution de l’occupation des sols de la commune et de ses infrastructures peut être observée sur les différentes représentations cartographiques du territoire : la carte de Cassini (XVIIIe siècle), la carte d'état-major (1820-1866) et les cartes ou photos aériennes de l'IGN pour la période actuelle (1950 à aujourd'hui).

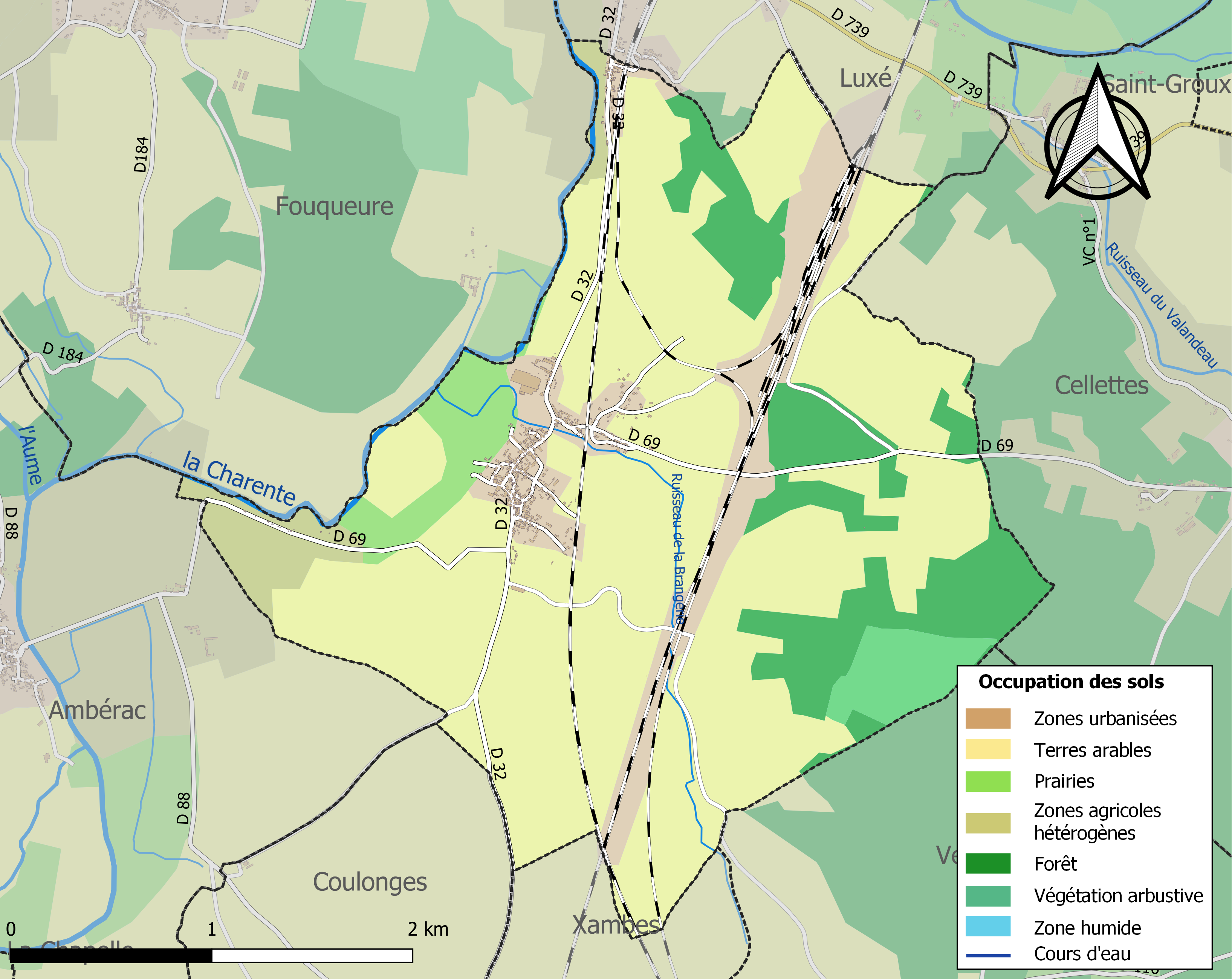
Carte des infrastructures et de l'occupation des sols de la commune en 2018 (CLC).

### Risques majeurs
Le territoire de la commune de Villognon est vulnérable à différents aléas naturels : météorologiques (tempête, orage, neige, grand froid, canicule ou sécheresse), inondations et séisme (sismicité modérée). Il est également exposé à un risque technologique, la rupture d'un barrage. Un site publié par le BRGM permet d'évaluer simplement et rapidement les risques d'un bien localisé soit par son adresse soit par le numéro de sa parcelle.

#### Risques naturels
Certaines parties du territoire communal sont susceptibles d’être affectées par le risque d’inondation par débordement de cours d'eau, notamment la Charente. La commune a été reconnue en état de catastrophe naturelle au titre des dommages causés par les inondations et coulées de boue survenues en 1982, 1983, 1999 et 2021,.

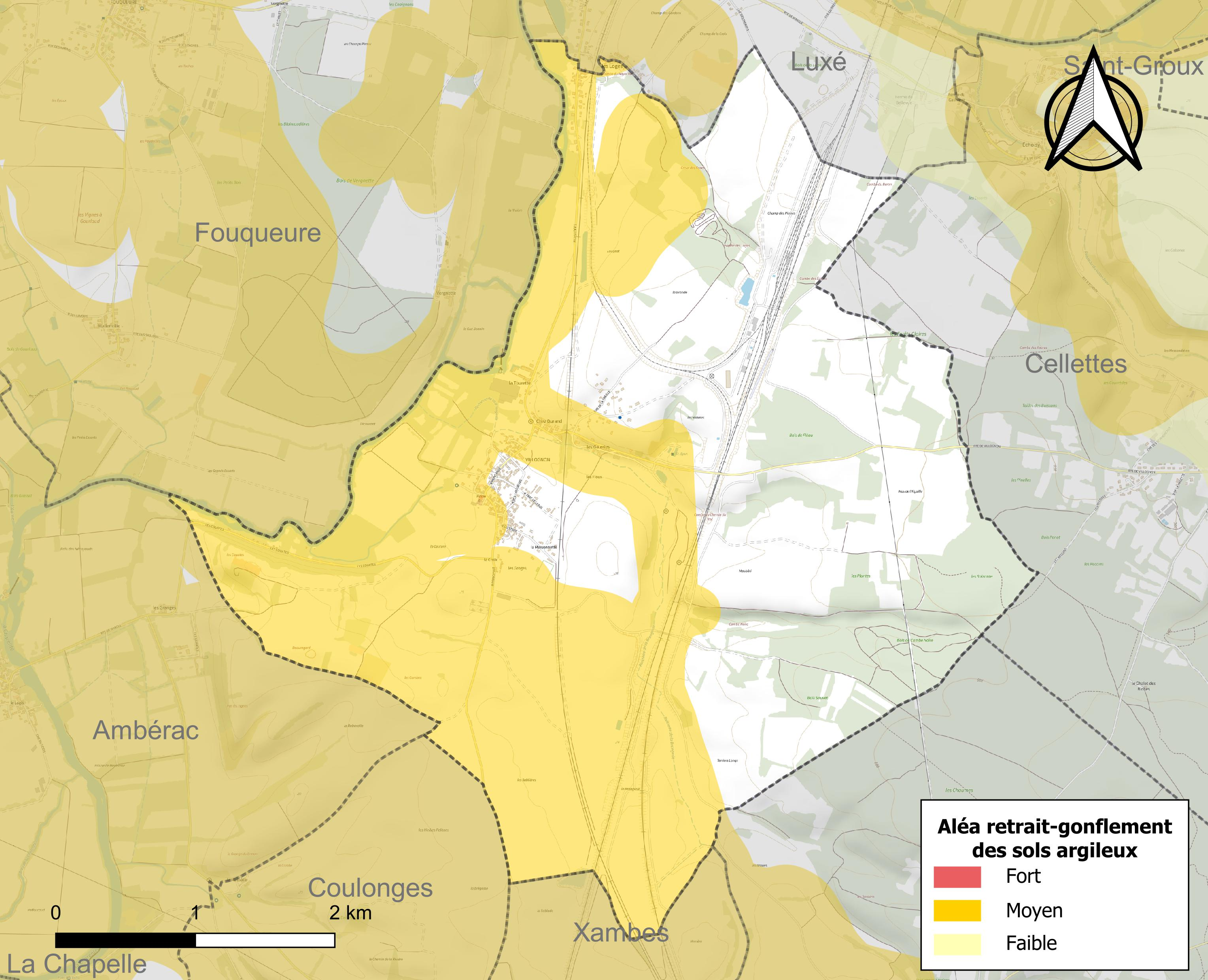
Carte des zones d'aléa retrait-gonflement des sols argileux de Villognon.

Le retrait-gonflement des sols argileux est susceptible d'engendrer des dommages importants aux bâtiments en cas d’alternance de périodes de sécheresse et de pluie. 50,4 % de la superficie communale est en aléa moyen ou fort (67,4 % au niveau départemental et 48,5 % au niveau national). Sur les 226 bâtiments dénombrés sur la commune en 2019,  137 sont en aléa moyen ou fort, soit 61 %, à comparer aux 81 % au niveau départemental et 54 % au niveau national. Une cartographie de l'exposition du territoire national au retrait gonflement des sols argileux est disponible sur le site du BRGM,.
Par ailleurs, afin de mieux appréhender le risque d’affaissement de terrain, l'inventaire national des cavités souterraines permet de localiser celles situées sur la commune.
Concernant les mouvements de terrains, la commune a été reconnue en état de catastrophe naturelle au titre des dommages causés par des mouvements de terrain en 1999.

#### Risques technologiques
La commune est en outre située en aval du barrage de Mas Chaban, un ouvrage de classe A. À ce titre elle est susceptible d’être touchée par l’onde de submersion consécutive à la rupture de cet ouvrage.

## Toponymie
Le nom de la localité est attesté sous les formes anciennes Villanulfo en 1302 et Vilagnof (non datée).
L'origine du nom de Villognon remonterait à un anthroponyme germanique Anaolf, latinisé en Anulfus, précédé du préfixe villa signifiant « domaine » entre le IVe et XIe siècles, ce qui donne « domaine d'Anaolf »,,.

## Histoire
Un poignard néolithique découvert en 1921 lors des fouilles pour la papeterie atteste l'ancienneté de l'occupation.
Au XIe siècle, le prieuré de Villognon dépendait de l'abbaye de Saint-Amant-de-Boixe. La terre de Villognon avait été en effet donnée en 1040 à l'abbaye de Saint-Amant par le comte d'Angoulême Geoffroi Taillefer.
Ce prieuré, simple et conventuel, disparut vers la fin du XIIIe siècle et fut remplacé par une cure. Mais une bulle du pape Benoît XIII, du 11 juin 1405, rétablit l'ancien prieuré et l'unit à la manse abbatiale.
Au XVe siècle, Yvon Régnauld, écuyer, était seigneur de Villognon. Il s'intitulait serviteur et familier domestique des La Rochefoucauld. Ses descendants possédaient encore Villognon au début du XVIIe siècle.
Près du chemin reliant le bourg à Échoisy, on trouvait encore au début du XXe siècle un souterrain auquel on avait donné le nom de Creux des Fades,.
Toujours au début du XXe siècle, le logis de la Tourette appartenait au marquis Horric de la Mothe Saint-Genis.
En 1921, une cartonnerie a été construite pour la Société des papiers ondulés et d'emballage de La Rochefoucauld, sur l'emplacement d'un ancien moulin à blé, à la Tourette, sur la Charente. À la fin des années 1960, les papeteries de Villognon employaient plus de 300 employés. L'usine est achetée par Ménigault cartonneries en 1986 et fermée en 1987.

## Administration
| Période                                  | Période  | Identité       | Étiquette | Qualité  |
| ---------------------------------------- | -------- | -------------- | --------- | -------- |
| Les données manquantes sont à compléter. |          |                |           |          |
| avant 1988                               | ?        | Alain Brumelot |           |          |
| depuis 2001                              | En cours | Claude Guitton | SE        | Retraité |

En 2008 les élus de Villognon se sont fédérés à l'initiative des élus du Pays ruffécois avec 17 communes du Nord-Charente et 5 des Deux-Sèvres en une fédération qui demande des compensations aux nuisances que va leur apporter la LGV Sud Europe Atlantique.

## Démographie

### Évolution démographique
L'évolution du nombre d'habitants est connue à travers les recensements de la population effectués dans la commune depuis 1793. Pour les communes de moins de 10 000 habitants, une enquête de recensement portant sur toute la population est réalisée tous les cinq ans, les populations de référence des années intermédiaires étant quant à elles estimées par interpolation ou extrapolation. Pour la commune, le premier recensement exhaustif entrant dans le cadre du nouveau dispositif a été réalisé en 2006.

En 2022, la commune comptait 332 habitants, en évolution de +2,47 % par rapport à 2016 (Charente : −0,48 %, France hors Mayotte : +2,11 %).
| 1793 | 1800 | 1806 | 1821 | 1831 | 1841 | 1846 | 1851 | 1856 |
| ---- | ---- | ---- | ---- | ---- | ---- | ---- | ---- | ---- |
| 426  | 449  | 539  | 475  | 667  | 641  | 599  | 607  | 592  |

| 1861 | 1866 | 1872 | 1876 | 1881 | 1886 | 1891 | 1896 | 1901 |
| ---- | ---- | ---- | ---- | ---- | ---- | ---- | ---- | ---- |
| 570  | 570  | 543  | 530  | 477  | 445  | 441  | 424  | 403  |

| 1906 | 1911 | 1921 | 1926 | 1931 | 1936 | 1946 | 1954 | 1962 |
| ---- | ---- | ---- | ---- | ---- | ---- | ---- | ---- | ---- |
| 380  | 370  | 396  | 408  | 429  | 402  | 356  | 431  | 503  |

| 1968 | 1975 | 1982 | 1990 | 1999 | 2006 | 2011 | 2016 | 2021 |
| ---- | ---- | ---- | ---- | ---- | ---- | ---- | ---- | ---- |
| 510  | 476  | 444  | 400  | 389  | 394  | 359  | 324  | 325  |

| 2022 | - | - | - | - | - | - | - | - |
| ---- | - | - | - | - | - | - | - | - |
| 332  | - | - | - | - | - | - | - | - |

### Pyramide des âges
La population de la commune est relativement âgée.
En 2018, le taux de personnes d'un âge inférieur à 30 ans s'élève à 24 %, soit en dessous de la moyenne départementale (30,2 %). À l'inverse, le taux de personnes d'âge supérieur à 60 ans est de 33,6 % la même année, alors qu'il est de 32,3 % au niveau départemental.
En 2018, la commune comptait 148 hommes pour 168 femmes, soit un taux de 53,16 % de femmes, légèrement supérieur au taux départemental (51,59 %).
Les pyramides des âges de la commune et du département s'établissent comme suit.
| Hommes | Classe d’âge | Femmes |
| ------ | ------------ | ------ |
| 0,7    | 90 ou +      | 0,6    |
| 13,0   | 75-89 ans    | 18,9   |
| 18,8   | 60-74 ans    | 15,0   |
| 31,2   | 45-59 ans    | 27,4   |
| 16,2   | 30-44 ans    | 10,6   |
| 12,0   | 15-29 ans    | 14,2   |
| 8,0    | 0-14 ans     | 13,2   |

| Hommes | Classe d’âge | Femmes |
| ------ | ------------ | ------ |
| 1      | 90 ou +      | 2,7    |
| 9,2    | 75-89 ans    | 12     |
| 20,6   | 60-74 ans    | 21,3   |
| 20,7   | 45-59 ans    | 20,3   |
| 16,8   | 30-44 ans    | 16     |
| 15,6   | 15-29 ans    | 13,4   |
| 16,1   | 0-14 ans     | 14,3   |

### Remarques
La population de Villognon est restée stable durant les deux derniers siècles, avec des fluctuations, augmentation de 50 % durant la première moitié du XIXe siècle, baisse durant la seconde moitié et à nouveau augmentation de 25 % durant la première moitié du XXe siècle, baisse durant la seconde moitié et retour aux environs de 400 habitants.

## Économie

### Agriculture
Villognon est une commune agricole et viticole.
La commune est classée dans les Fins Bois, dans la zone d'appellation d'origine contrôlée du cognac.

### Commerces et artisanat
Villognon abrite une ébénisterie d'art.
Le seul commerce est une épicerie.

### Tourisme
Villognon accueille une activité touristique sous forme de chambres d'hôtes.

## Équipements, services et vie locale

### Enseignement
L'école est un regroupement pédagogique intercommunal entre Villognon et Xambes. Villognon accueille l'école élémentaire, avec une classe, et Xambes l'école primaire. Le secteur du collège est Mansle.

### Autres équipements et services
Il y a un stade de football.
Depuis 2016, il y a un multiple rural avec bar, épicerie, restaurant, PMU.

## Lieux et monuments

### Patrimoine religieux
L'église paroissiale Saint-Nicolas date du XIIe siècle. Son portail est classé monument historique depuis 1903. Il est encadré par des bas-reliefs figurant saint Nicolas et saint Michel.
Dans l'église, on remarque la litre des Regnauld et une dalle funéraire aux armes des Raimond de Villognon  ainsi que la litre funéraire du marquis Horric-de-La Motte-Saint-Genis.

Église Saint-Nicolas
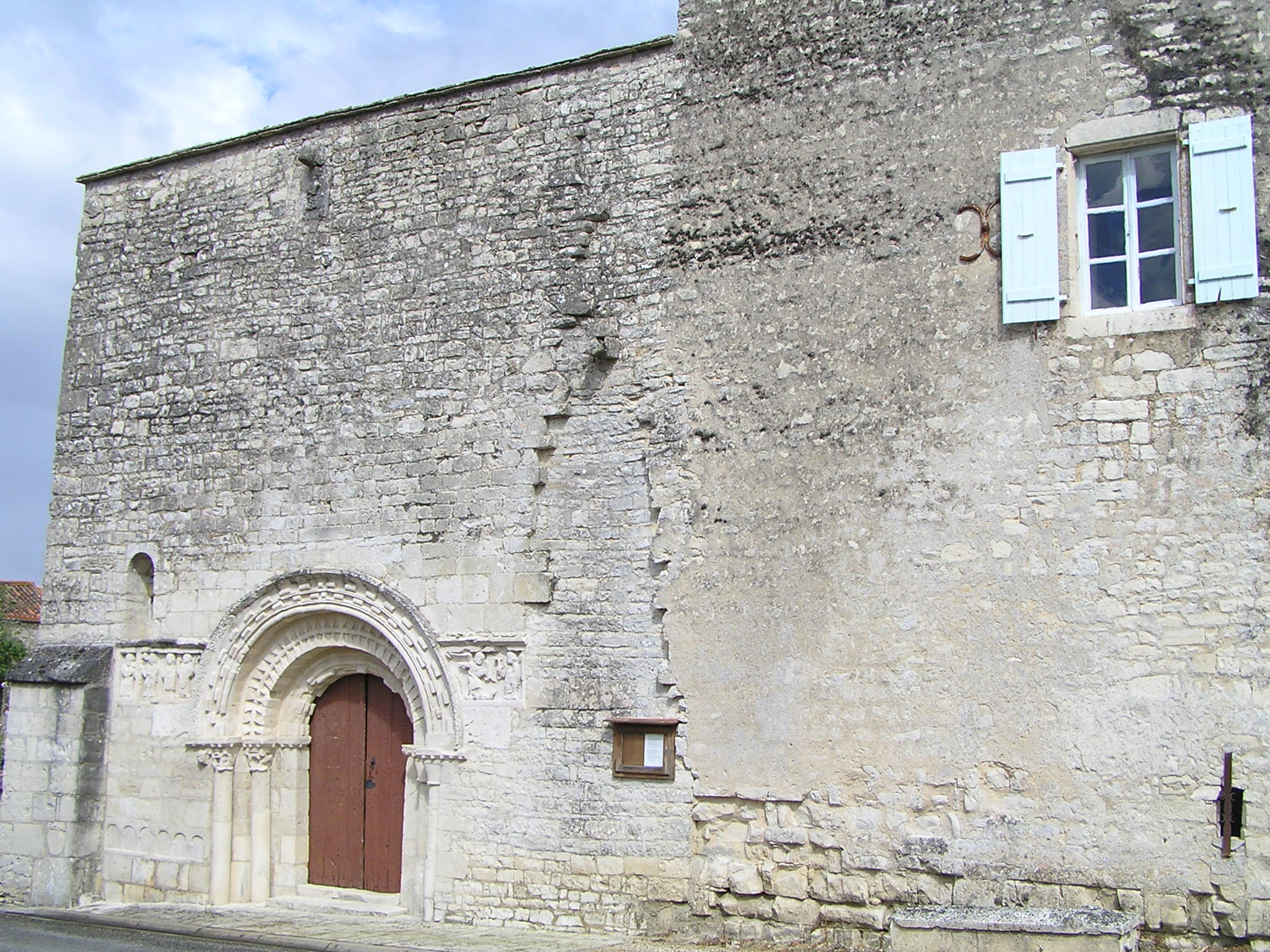
La façade et le portail.
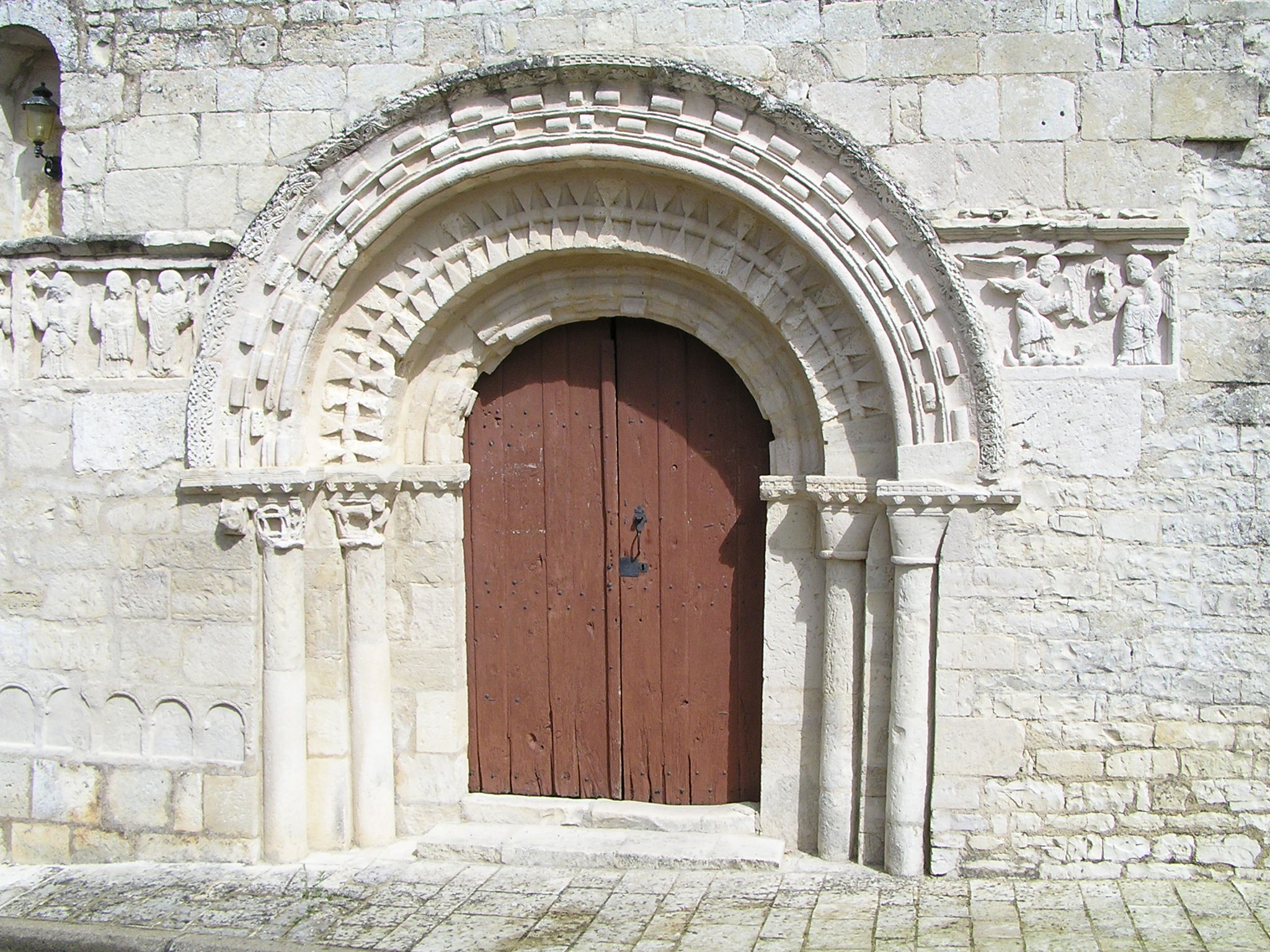
Détail des bas-reliefs.
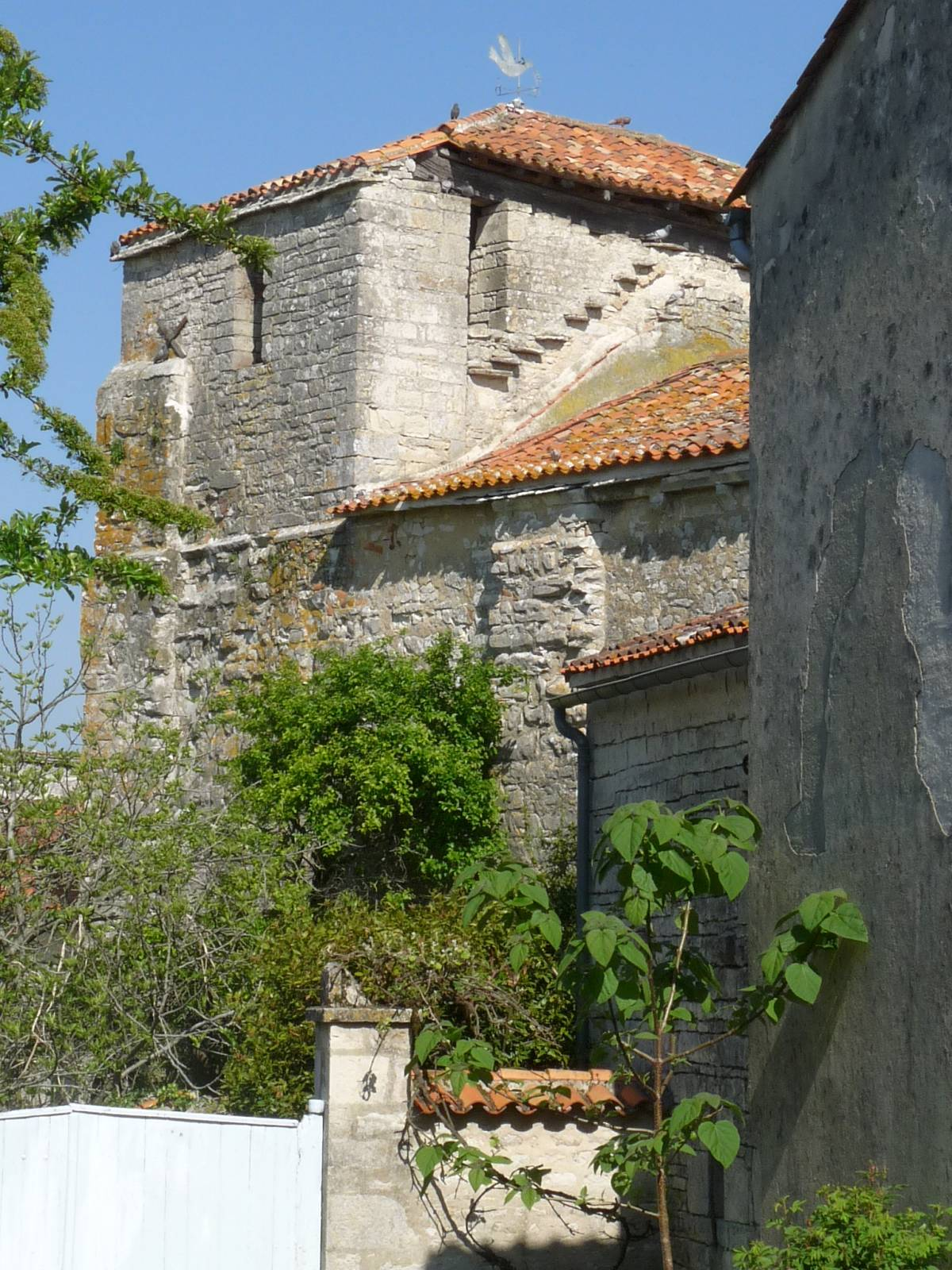
Le clocher.

### Patrimoine civil
Le château dénommé la Forteresse pourrait dater du XVIe siècle.
Le logis de la Tourette est formé d'un corps de logis, centré, comme tous ceux du XVe siècle par une tour, ici ronde, renfermant l'escalier à vis. Deux tours encadrent le bâtiment qui possède des douves alimentées par la Charente. Le pigeonnier carré est sur le côté de la cour d'honneur.

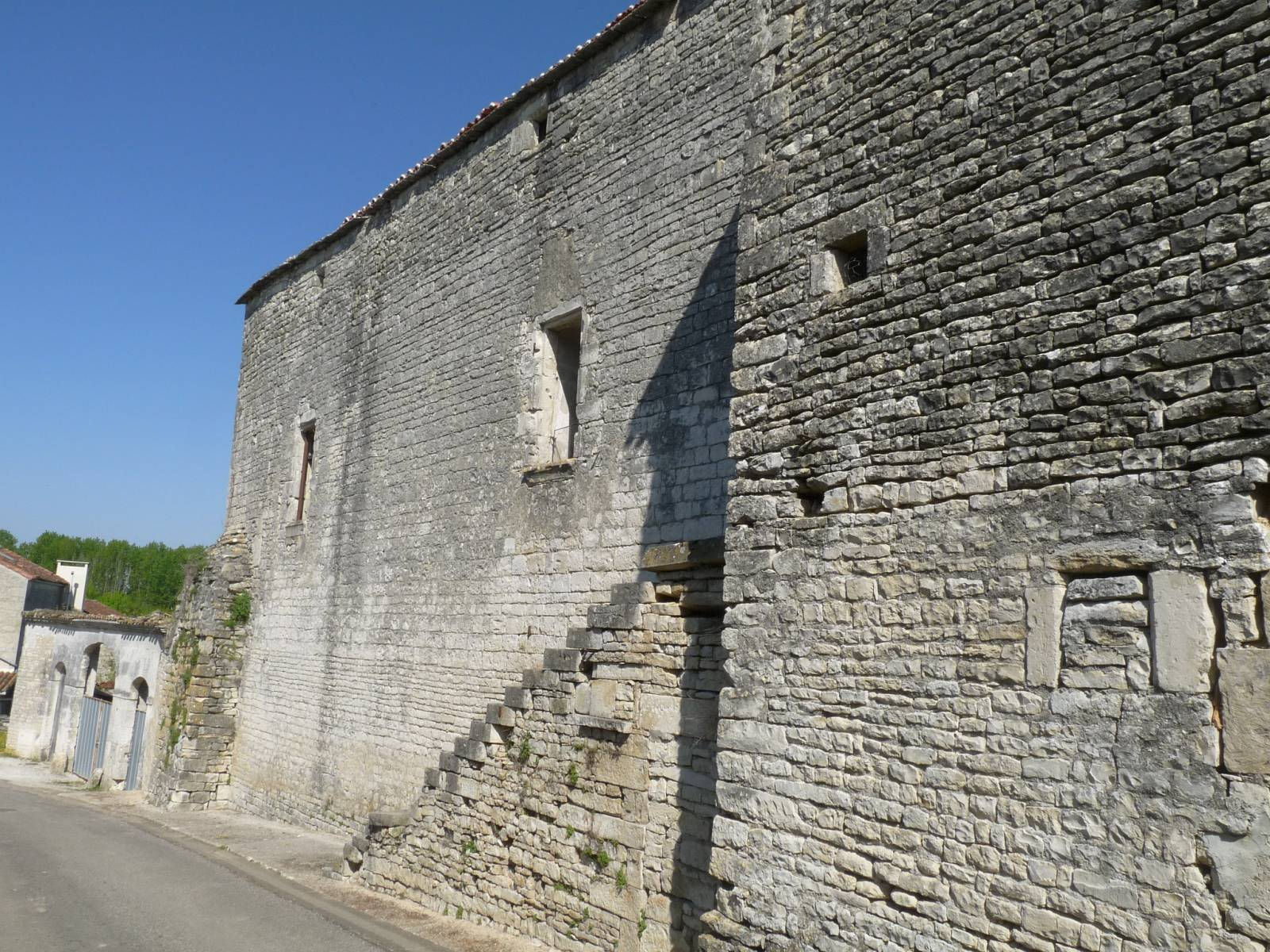
Ferme fortifiée.
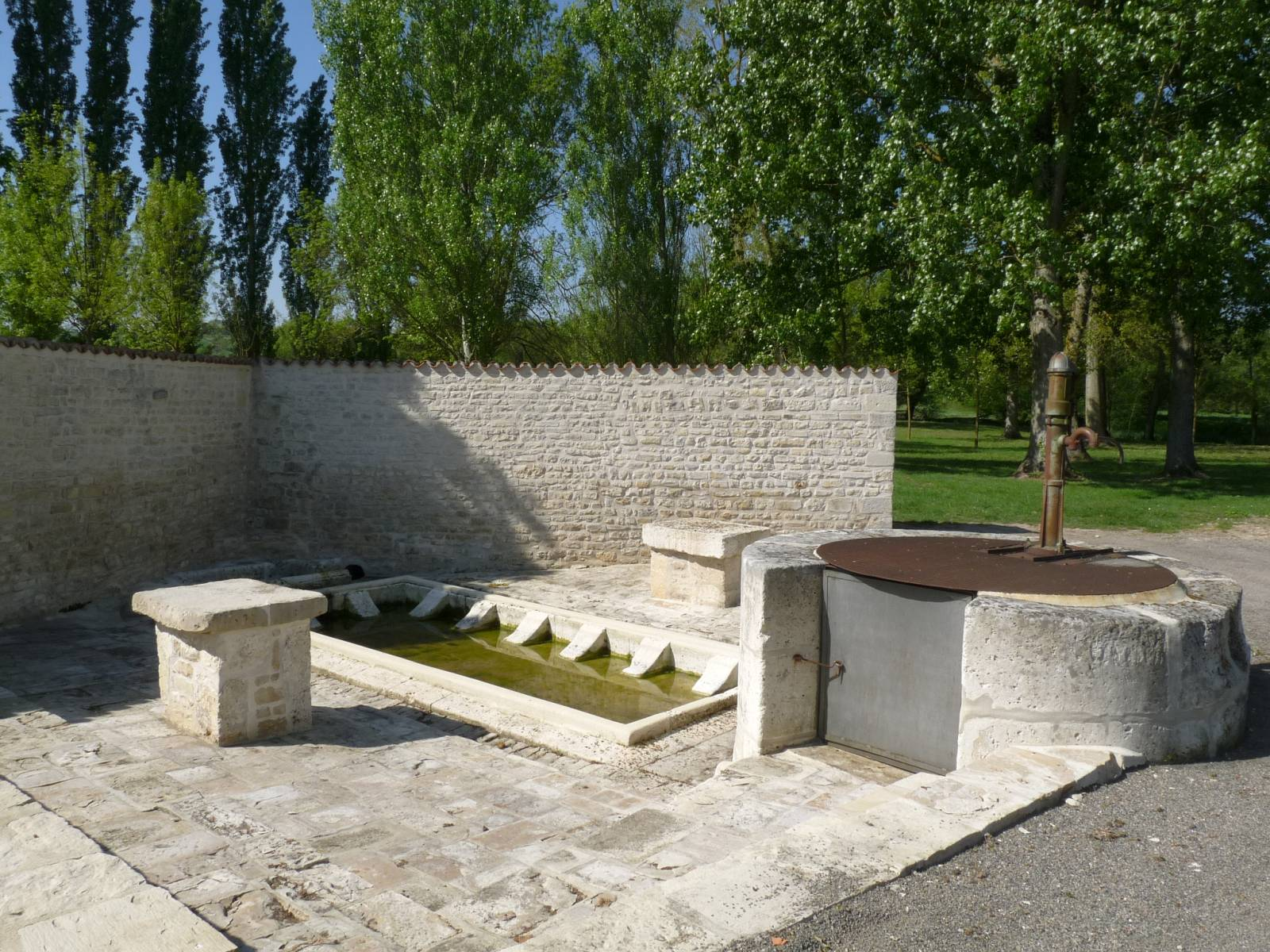
Lavoir, fontaine et prairie d'été.
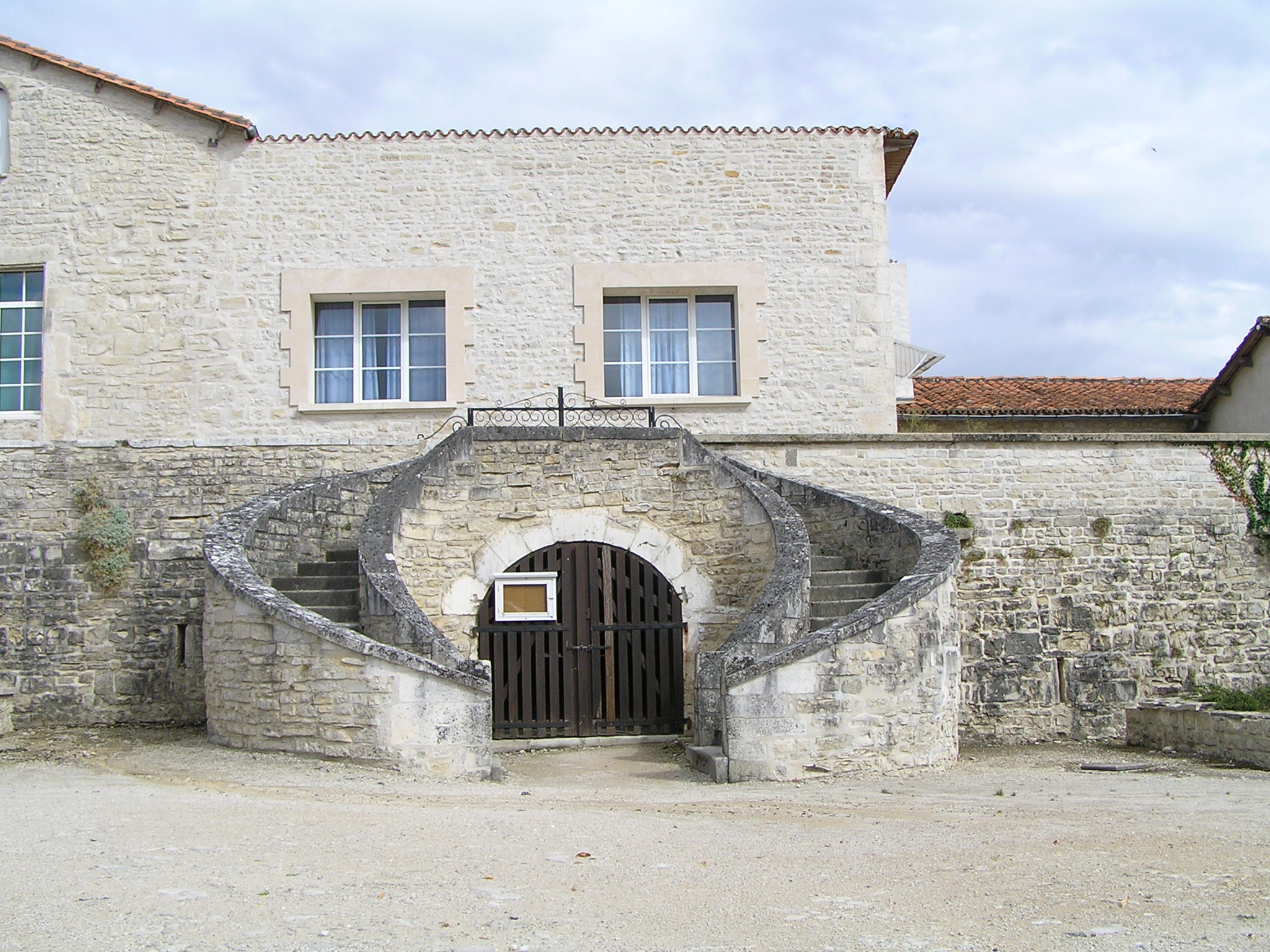
Escalier de la salle des fêtes.
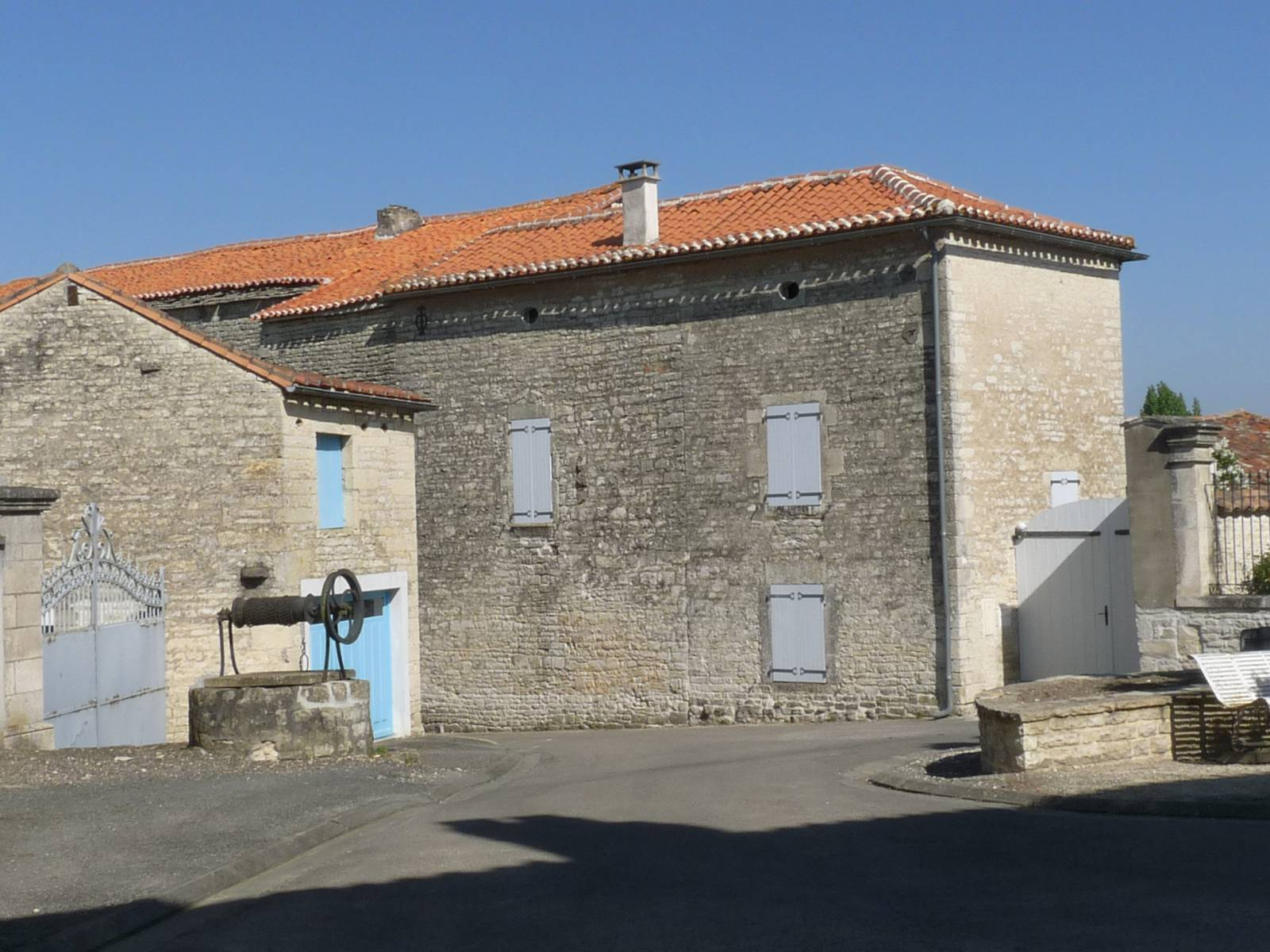
Centre du bourg.